# Бахор
Бахо́р (тадж. Баҳор) — селище міського типу у складі Хатлонської області Таджикистану. Адміністративний центр Фірузійського джамоату та усього району Носірі Хусрава.
Назва села означає «весна». В радянські часи селище мало статус села і називалось Бешкент.
Населення — 4363 особи (2017).